# Gunnar Göransson
Gunnar Göransson, född 31 juli 1914, död 26 oktober 1974, var en fotbollsspelare som under 1950-talet var chef på Facit. Han bidrog till att Sverige fick bli värdland för fotbolls-VM 1958. Göransson kommenterade fotbolls-VM i Brasilien 1950 för radion.
Efter att ideligen under Sveriges 7–1-förlust mot Brasilien ha ojat sig fick han smeknamnet Gunnar "oj-oj" Göransson.